# Tournoi masculin de hockey sur glace aux Jeux olympiques d'hiver de 1998
Navigation
Lillehammer 1994 Salt Lake City 2002
Le tournoi masculin de hockey sur glace aux Jeux olympiques de Salt Lake City a lieu du 7 au 22 février 1998.

## Qualifications
Les huit meilleures nations du championnat du monde 1995 (ayant atteint les quarts-de-finales) sont qualifiées pour le tournoi olympiques, ainsi que le Japon pays hôte. 
D'octobre 1995 et à février 1997, des qualifications sont organisées pour déterminer quels seront les cinq autres nation qualifiées.
Pays qualifiés pour la compétition :
| - Japon (hôte) - Finlande (1er groupe A) - Suède (2e groupe A) - Canada (3e groupe A) - Tchéquie (4e groupe A) - Russie (5e groupe A) - États-Unis (6e groupe A) | - Italie (7e groupe A) - France (8e groupe A) - Slovaquie (Qualification) - Allemagne (Qualification) - Biélorussie (Qualification) - Kazakhstan (Qualification) - Autriche (Qualification) |

Les six grandes nations du hockey ne rentrent en jeu que pour le second tour alors que les huit autres nations qualifiées pour l'occasion jouent un premier tour constitué de deux poules. La première nation de chaque poule est qualifiée pour la suite de la compétition.

## Tournoi olympique

### Premier tour
| Clt   | Équipe     | PJ | V | D | N | BP | BC | Diff | Pts |
| ----- | ---------- | -- | - | - | - | -- | -- | ---- | --- |
| +001, | Kazakhstan | 3  | 2 | 0 | 1 | 14 | -  | +3   | 5   |
| +002, | Slovaquie  | 3  | 1 | 1 | 1 | 9  | -  | 0    | 3   |
| +003, | Italie     | 3  | 1 | 2 | 0 | 11 | -  | 0    | 2   |
| +004, | Autriche   | 3  | 0 | 1 | 2 | 9  | -  | -3   | 2   |

- Qualifié pour le second tour

| Clt   | Équipe      | PJ | V | D | N | BP | BC | Diff | Pts |
| ----- | ----------- | -- | - | - | - | -- | -- | ---- | --- |
| +001, | Biélorussie | 3  | 2 | 0 | 1 | 14 | -  | +10  | 5   |
| +002, | Allemagne   | 3  | 2 | 1 | 0 | 7  | -  | -2   | 4   |
| +003, | France      | 3  | 1 | 2 | 0 | 5  | -  | -3   | 2   |
| +004, | Japon       | 3  | 0 | 2 | 1 | 5  | -  | -5   | 1   |

- Qualifié pour le second tour

### Second tour
| Clt   | Équipe      | PJ | V | D | N | BP | BC | Diff | Pts |
| ----- | ----------- | -- | - | - | - | -- | -- | ---- | --- |
| +001, | Canada      | 3  | 3 | 0 | 0 | 12 | -  | +9   | 6   |
| +002, | Suède       | 3  | 2 | 1 | 0 | 11 | -  | +4   | 4   |
| +003, | États-Unis  | 3  | 1 | 2 | 0 | 8  | -  | -2   | 2   |
| +004, | Biélorussie | 3  | 0 | 3 | 0 | 4  | -  | -11  | 0   |

- Qualifié pour la phase finale

| Clt   | Équipe     | PJ | V | D | N | BP | BC | Diff | Pts |
| ----- | ---------- | -- | - | - | - | -- | -- | ---- | --- |
| +001, | Russie     | 3  | 3 | 0 | 0 | 15 | -  | +9   | 6   |
| +002, | Tchéquie   | 3  | 2 | 1 | 0 | 12 | -  | +8   | 4   |
| +003, | Finlande   | 3  | 1 | 2 | 0 | 11 | -  | +2   | 2   |
| +004, | Kazakhstan | 3  | 0 | 3 | 0 | 6  | -  | -19  | 0   |

- Qualifié pour la phase finale

### Phase finale

#### Matchs de classement
Les équipes éliminées du premier tour se sont rencontrées pour déterminer le classement final du tournoi.
- 9e place : Allemagne 4-2 Slovaquie
- 11e place : France 5-1 Italie
- 13e place : Japon 4-3 Autriche (3-3 à l'issue du temps règlementaire)

#### Quarts de finale
| 18 février 1998 | Canada | 4-1 | Kazakhstan | Aqua wing arena |

| 18 février | États-Unis | 1-4 | République tchèque | Big Hat arena 9 000 spectateurs |

| Feuille de match | Feuille de match              | Feuille de match | Feuille de match                                                                                            | Feuille de match |
| ---------------- | ----------------------------- | ---------------- | --- | ---------------- |
|                  | Modano (Amonte) — 16 min 12 s |                  | Růžička (Jágr) — 28 min 21 s Jágr (Dopita) — 29 min 19 s Rucinský (Lang) — 36 min 35 s Dopita — 59 min 21 s |                  |
|                  |                               |                  | |                  |
|                  |                               |                  | |                  |
|                  |                               |                  | |                  |

| 18 février 1998 | Suède | 1-2 | Finlande | Big hat arena |

| 18 février 1998 | Russie | 4-1 | Biélorussie | Big hat arena |

#### Demi-finales
| 20 février | Canada | 1-2 (TB) (0-0, 0-0, 1-1, 0-0, 0-1) | République tchèque | Big Hat arena 9 279 spectateurs |

| Feuille de match | Feuille de match               | Feuille de match | Feuille de match                                     | Feuille de match |
| ---------------- | ------------------------------ | ---------------- | ---------------------------------------------------- | ---------------- |
|                  | - Linden-Lindros — 58 min 57 s | 0-1 1-1 1-2      | Šlégr (Patera) — 49 min 46 s - Reichel — 65 min (TB) |                  |
|                  |                                |                  |                                                      |                  |
|                  |                                |                  |                                                      |                  |
|                  |                                |                  |                                                      |                  |

| 18 février 1998 | Finlande | 4-7 | Russie | Aqua wing arena |

#### Petite finale (match pour la médaille de bronze)
| 21 février | Finlande | 3-2 | Canada |  |

#### Finale
| 22 février | Tchéquie | 1-0 | Russie |  |

| Feuille de match | Feuille de match | Feuille de match | Feuille de match | Feuille de match |
| ---------------- | ---------------- | ---------------- | ---------------- | ---------------- |
|                  | Petr Svoboda.    |                  |                  |                  |
|                  |                  |                  |                  |                  |
|                  |                  |                  |                  |                  |
|                  |                  |                  |                  |                  |

### Classement final
| Place                               | Équipe      |
| ----------------------------------- | ----------- |
| Médaille d'or, Jeux olympiques      | Tchéquie    |
| Médaille d'argent, Jeux olympiques  | Russie      |
| Médaille de bronze, Jeux olympiques | Finlande    |
| 4                                   | Canada      |
| 5                                   | Suède       |
| 6                                   | États-Unis  |
| 7                                   | Biélorussie |
| 8                                   | Kazakhstan  |
| 9                                   | Allemagne   |
| 10                                  | Slovaquie   |
| 11                                  | France      |
| 12                                  | Italie      |
| 13                                  | Japon       |
| 14                                  | Autriche    |

### Composition des équipes

#### Allemagne
- Attaquants : Peter Draisaitl, Jan Benda, Mark MacKay, Reemt Pyka, Jochen Hecht, Benoit Doucet, Stefan Ustorf, Thomas Brandl, Andreas Lupzig, Dieter Hegen, Jürgen Runrich, Marco Sturm.
- Défenseurs : Mirko Lüdemann, Erich Goldmann, Uwe Krupp, Markus Wieland, Daniel Kunce, Brad Bergen, Jochen Molling, Lars Brüggemann.
- Gardiens : Olaf Kölzig, Joseph Heiß, Klaus Merk.
- Entraîneur : George Kingston

#### Autriche
- Attaquants : Andreas Puschnig, Mario Schaden, Simon Wheeldon, Christian Perthaler, Wolfgang Kromp, Dieter Kalt, Gerald Ressmann, Richard Nasheim, Gerhard Puschnik, Christoph Brandner, Patrik Pilloni, Martin Hohenberger, Normand Krumpschmid.
- Défenseurs : Dominic Lavoie, Thomas Searle, Herbert Hohenberger, Martin Ulrich, Gerhard Unterluggauer, Engelbert Lindner, Michael Lampert.
- Gardiens : Claus Dalpiaz, Reinhard Divis, Michael Puschacher.
- Entraîneur : Ron Kennedy.

#### Biélorussie
- Attaquants : Alekseï Lojkine, Aliaksandr Andryewski, Viktor Karachoun, Vladimir Bekboulatov, Andreï Kovaliov, Vassili Pankov, Andreï Skabelka, Aliakseï Kalioujny, Ievgueni Rochtchine, Ouladzimir Tsyplakow, Aleksandr Galtcheniouk, Edouard Zankavets, Aleh Antonenka.
- Défenseurs : Oleg Khmyl, Oleg Romanov, Igor Matouchkine, Sergueï Ierkovitch, Aleksandr Alekseïev, Rouslan Saleï, Aleksandr Jourik, Sergueï Stas.
- Gardiens : Aleksandr Choumidoub, Andreï Mezine, Leonid Grichtchoukevitch.
- Entraîneur : Anatoli Varivontchik

#### Canada
- Attaquants : Rod Brind'Amour, Shayne Corson, Theoren Fleury, Wayne Gretzky, Trevor Linden, Eric Lindros, Joe Nieuwendyk, Keith Primeau, Joe Sakic, Brendan Shanahan, Steve Yzerman, Rob Zamuner.
- Défenseurs : Rob Blake, Raymond Bourque, Éric Desjardins, Adam Foote, Al MacInnis, Chris Pronger, Scott Stevens.
- Gardiens : Martin Brodeur, Curtis Joseph, Patrick Roy.
- Entraîneurs : Marc Crawford

#### États-Unis
- Attaquants : Tony Amonte, Adam Deadmarsh, Bill Guerin, Brett Hull, Pat LaFontaine, John LeClair, Mike Modano, Joel Otto, Jeremy Roenick, Keith Tkachuk, Doug Weight.
- Défenseurs : Bryan Berard, Keith Carney, Chris Chelios, Derian Hatcher, Kevin Hatcher, Brian Leetch, Mathieu Schneider, Gary Suter.
- Gardiens : Guy Hebert, Mike Richter, John Vanbiesbrouck.
- Entraîneurs :

#### Finlande
- Attaquants : Teemu Selänne, Raimo Helminen, Juha Ylönen, Jari Kurri, Sami Kapanen, Jere Lehtinen, Ville Peltonen, Saku Koivu, Esa Tikkanen, Juha Lind, Mika Nieminen, Kimmo Rintanen, Antti Törmänen.
- Défenseurs : Aki-Petteri Berg, Janne Niinimaa, Janne Laukkanen, Teppo Numminen, Jyrki Lumme, Kimmo Timonen, Tuomas Grönman.
- Gardiens : Jarmo Myllys, Ari Sulander, Jukka Tammi.
- Entraîneurs : Hannu Aaravirta

#### France
- Attaquants : Stanislas Solaux, Jonathan Zwikel, Richard Aimonetto, Pierre Allard, Stéphane Barin, Philippe Bozon, Arnaud Briand, Roger Dubé, Laurent Gras, Anthony Mortas, Robert Ouellet, Christian Pouget, François Rozenthal, Maurice Rozenthal.
- Défenseurs : Karl Dewolf, Serge Djelloul, Grégory Dubois, Jean-Christophe Filippin, Gérald Guennelon, Jean-Philippe Lemoine, Denis Perez, Serge Poudrier.
- Gardiens : François Gravel, Cristobal Huet, Fabrice Lhenry.
- Entraîneurs : James Tibbetts

#### Italie
- Attaquants : Stefan Figliuzzi, Gaetano Orlando, Bruno Zarrillo, Dino Felicetti, Roland Ramoser, Lucio Topatigh, Maurizio Mansi, Giuseppe Busillo, Martin Pavlu, Mario Chitarroni, Patrick Brugnoli, Stefano Margoni.
- Défenseurs : Chad Biafore, Larry Rucchin, Christopher Bartolone, Robert Nardella, Michael de Angelis, Leo Insam, Robert Oberrauch, Markus Brunner.
- Gardiens : Mike Rosati, Mario Brunetta, David Delfino.
- Entraîneurs : Adolf Insam.

#### Japon
- Attaquants : Shin Yahata, Kiyoshi Fujita, Matthew Kabayama, Akihito Sugisawa, Ryan Kuwabara, Kunihiko Sakurai, Toshiyuki Sakai, Tsutsumi Otomo, Yuji Iga, Chris Yule, Steve Tsujiura, Hiroshi Matsuura, Makoto Kawahira.
- Défenseurs : Takeshi Yamanaka, Takayuki Kobori, Hiroyuki Miura, Tatsuki Katayama, Yutaka Kawaguchi, Takayuki Miura, Atsuo Kudoh.
- Gardiens : Dusty Imoo, Shichi Iwasaki, Jiro Nihei.
- Entraîneurs : Björn Kinding.

#### Kazakhstan
- Attaquants : Aleksandr Korechkov, Ievgueni Korechkov, Mikhaïl Borodouline, Konstantin Chafranov, Vladimir Zavialov, Dmitri Doudarev, Andreï Pcheliakov, Pavel Kamentsev, Igor Dorokhine, Igor Zemlianov, Andreï Sokolov.
- Défenseurs : Vitali Tregoubov, Alekseï Trochtchinski, Vadim Glovatski, Andreï Savenkov, Vladimir Antipine, Piotr Deviatkine.
- Gardiens : Vitali Ieremeïev, Aleksandr Chimine.
- Entraîneurs :

#### République tchèque
- Attaquants : Vladimír Růžička, Martin Ručinský, Robert Reichel, Jaromír Jágr, Milan Hejduk, Robert Lang, Martin Straka, Jan Čaloun, Jiří Dopita, David Moravec, Martin Procházka, Josef Beránek, Pavel Patera.
- Défenseurs : Jiří Šlégr, František Kučera, Roman Hamrlík, Jaroslav Špaček, Petr Svoboda, Libor Procházka, Richard Šmehlík.
- Gardiens : Roman Čechmánek, Dominik Hašek, Milan Hnilička.
- Entraîneur : Ivan Hlinka

#### Russie
- Attaquants : Pavel Boure, Valeri Boure, Sergueï Fiodorov, Alekseï Iachine, Alekseï Jamnov, Valeri Kamenski, Andreï Kovalenko, Sergueï Krivokrassov, Alekseï Morozov, Sergueï Nemtchinov, Guerman Titov, Valeri Zelepoukine.
- Défenseurs : Sergueï Gontchar, Alekseï Goussarov, Dmitri Iouchkevitch, Alekseï Jitnik, Darius Kasparaitis, Igor Kravtchouk, Boris Mironov, Dmitri Mironov.
- Gardiens : Oleg Chevtsov, Mikhaïl Chtalenkov, Andreï Trefilov.
- Entraîneur : Vladimir Iourzinov

#### Slovaquie
- Attaquants : Vlastimil Plavucha, Róbert Petrovický, Jozef Daňo, Roman Kontšek, Branislav Jánoš, Zdeno Cíger, Karol Ruzsnyák, Roman Stantien, Ján Pardavý, Ľubomír Kolník, Peter Bondra, Oto Haščák, Peter Pucher.
- Défenseurs : Ľubomír Sekeráš, Stanislav Jasečko, Ivan Droppa, Ján Varholík, Ľubomír Višňovský, Róbert Švehla, Miroslav Mosnár.
- Gardiens : Igor Murín, Pavol Rybár, Miroslav Šimonovič.
- Entraîneur : Ján Šterbák

#### Suède
- Attaquants : Daniel Alfredsson, Mats Sundin, Ulf Dahlén, Patric Kjellberg, Mikael Andersson, Niklas Sundström, Ulf Samuelsson, Tomas Sandström, Mikael Renberg, Jörgen Jönsson, Peter Forsberg, Andreas Johansson, Mats Lindgren, Michael Nylander.
- Défenseurs : Mattias Öhlund, Nicklas Lidström, Marcus Ragnarsson, Mattias Norström, Tommy Albelin, Calle Johansson.
- Gardiens : Johan Hedberg, Tommy Söderström, Tommy Salo.
- Entraîneurs : Kent Forsberg, Tommy Tomth, Barry Smith.